# 小地老虎
小地老虎（學名：Agrotis ipsilon），俗称地蚕、切根虫，是夜蛾科夜蛾亞科地老虎屬的一個物種，是蔬菜在幼苗期的主要一種害蟲。